# Protectoraat Koeweit
Het protectoraat Koeweit was een Brits protectoraat op de plek waar het hedendaagse Koeweit ligt.

## Geschiedenis
In 1899 tekende de toenmalige sjeik, Mubarak Al-Sabah, een verdrag met de Britten omdat hij bang was om door de Turkse Ottomanen overheerst te worden. Hierdoor werd Koeweit een Brits protectoraat. Dit wilden de Britten maar al te graag, want ook de Duitsers wilden in deze regio uitbreiden. De Britten zorgden in Koeweit voor de maritieme controles. In 1914, bij het uitbreken van de Eerste Wereldoorlog erkende de Britse regering Koeweit als een onafhankelijke overheid, maar stond vooralsnog onder Britse protectie. Het staatje werd voor de Britten pas echt belangrijk toen er in de jaren 30 van de twintigste eeuw olie werd ontdekt.

## Onafhankelijkheid
Op 19 juni 1961 werd Koeweit volledig onafhankelijk als de Staat Koeweit.